# 黄檗美術
黄檗美術（おうばくびじゅつ）とは、黄檗宗に関連した美術をいう。主に隠元隆琦が渡来した江戸時代前期より日本に将来された中国明清の美術様式で、書・画・彫刻・工芸などに及ぶ。
隠元隆琦らの渡来僧によってもたらされた黄檗美術は、古黄檗のある中国福建一帯の美術様式であるだけではなく、当時中国の中心地であった江南一帯に流行した先進文化であった。この伝播の期間はおよそであるが隠元が渡来し宇治萬福寺が開創した17世紀中頃から、第21代住持大成照漢が没する天明4年（1784年）までとすることができる。その間萬福寺では異国情緒あふれる環境が維持され、全国51カ国一千ヵ寺といわれる黄檗寺院にこの美術様式が受用された。鎖国体制にある江戸時代においてこのように広く長く海外からの文化が伝播したことは極めて異例であった。
急激に日本に広まった黄檗美術は、その初期の段階から和様化が進み江戸文化に深く浸透しその形成に重要な要素となった。特に絵画や書に顕著な影響が認められ、伝統的な様式を刷新する原動力となった。

## 分類
黄檗美術は大きく絵画・墨蹟・篆刻・仏像彫刻・その他の工芸に分類できる。

### 絵画
黄檗の絵画は、頂相などの黄檗画像や道釈人物図などを主題にした唐絵（漢画）のほかに文人画風の山水図・墨竹図などがある。とりわけ、逸然性融は「唐絵の祖」と呼ばれ、その技法は弟子の河村若芝を通じて祇園南海に伝えられ文人画の発展に大きく寄与した。

### 墨蹟
黄檗僧は書を善くし、とりわけ隠元・木庵・即非は「黄檗の三筆」とされ、明るくダイナミックな書法をもたらした。黄檗山第7代住持悦山道宗も書に優れ「書の悦山」と称された。また文人的色彩が強い独立性易は王寵の流れを汲む伝統的な書法を伝えている。黄檗僧の書籍は「唐様」流行の一端となり、書道界に広く支持された。

### 篆刻
書と同様に黄檗僧は篆刻にも巧みであったが、独立性易は正しい篆法を説き、石印材に刻する印法をもたらした。以降、日本に篆刻芸術が開花した。よって独立は「日本篆刻の祖」とされる。

### 仏像彫刻
范道生は隠元の要請で萬福寺に上り、弥勒菩薩像・十八羅漢像・韋駄天像などアクの強い仏像を彫った。和僧の蘭谷元定などに受け継がれた。

### その他の工芸美術
- 紙漉き　紙箋
- 陶芸　煎茶器
- 金工　象眼技術
- 漆工
- 染織

## 建築
- 宇治黄檗山萬福寺
- 長崎崇福寺　大雄宝殿、第一峰門

## 註
1. ↑   江戸時代には臨済宗黄檗派と呼ばれ明治9年より黄檗宗と改称した。
2. ↑   承応3年(1654年)7月5日
3. ↑  これらに建築・医学・漢詩・食文化・煎茶・出版などを加え、黄檗文化とできる。